# (2796) Kron
(2796) Kron (1980 EC) – planetoida z pasa głównego asteroid okrążająca Słońce w ciągu 4,3 lat w średniej odległości 2,64 j.a. Odkryta 13 marca 1980 roku.